# Fotbal Club Săcele
Le FC Săcele est un club roumain de football basé à Săcele.

## Historique
- 1950 : fondation du club sous le nom de FC Precizia Săcele
- 2006 : le club est renommé FC Săcele

## Palmarès
- Championnat de Roumanie de deuxième division
  - Vice-champion : 1997
- Championnat de Roumanie de troisième division
  - Champion : 1982, 1996
  - Vice-champion : 2002, 2003